# 長江優子
長江 優子（ながえ ゆうこ、1971年 - ）は、日本の児童文学作家、構成作家、脚本家。

## 略歴
東京都生まれ。武蔵野美術大学造形学部映像学科卒業、大学院造形研究科修了。構成作家として主に子供番組の制作に携わる。
2006年『タイドプール』で第47回講談社児童文学新人賞佳作を受賞。2021年『サンドイッチクラブ』で第68回産経児童出版文化賞フジテレビ賞受賞。
主な番組は「ビットワールド」「ムジカ・ピッコリーノ」「パッコロリン」「おかあさんといっしょ」「ココロ部!」など。ベネッセコーポレーション「こどもちゃれんじ」「進研ゼミ」などの映像コンテンツの構成・脚本。

## 番組
- 『おかあさんといっしょ』NHK Eテレ 1995〜
- 『いないいないばあっ!』NHK Eテレ 1996〜
- 『ビットワールド』NHK Eテレ 2001〜
- 『ななみちゃんのわくわくどうぶつえん』NHK BS 2005〜2006
- 『あいのて』NHK Eテレ 2006〜2007
- 『音楽のちから』NHK Eテレ 2007〜2008
- 『ベス・チャトー 荒れ地で育む奇跡の庭』NHK BS 2008
- 『パッコロリン』NHK Eテレ 2011〜
- 『ムジカ・ピッコリーノ』NHK Eテレ 2013〜2023
- 『キミなら何つくる？』NHK Eテレ 2014
- 『CAT Chat ABC』TBS 2015
- 『ココロ部！』NHK Eテレ 2015〜2017
- 『ルパンからの予告状〜謎とスリルに満ちた伝説の至宝』NHK ＢＳプレミアム 2017

## 著書
- 『タイドプール』講談社 2007
- 『進め!女優道 1 (七夕スペシャルドラマ篇)』講談社 2008
- 『ハンナの記憶 I may forgive you』講談社 2012
- 『木曜日は曲がりくねった先にある』講談社 2013
- 『ハングリーゴーストとぼくらの夏』山田博之画 講談社 2014
- 『百年後、ぼくらはここにいないけど』講談社 2016
- 『メルとマールのピクニック』森永エンゼルスクール、NHKエデュケーショナル著 play set products絵 フレーベル館 2018
- 『サンドイッチクラブ』岩波書店 2020
- 『ぼくのちぃぱっぱ』ゴブリン書房2022

### 共著
- 『SNS炎上』如月かずさ,鎌倉ましろ共著 金の星社 NHKオトナヘノベル 2017
- 『家族コンプレックス』みうらかれん共著 金の星社 NHKオトナヘノベル 2017
- 『リア友トラブル』鎌倉ましろ共著 金の星社 NHKオトナヘノベル 2017
- 『恋愛トラブル・ストーカー』みうらかれん,宮下恵茉共著 金の星社 NHKオトナヘノベル 2017
- 『自分コンプレックス』みうらかれん共著 金の星社 NHKオトナヘノベル 2018
- 『仮面シンドローム』陣崎草子共著 金の星社 NHKオトナヘノベル 2018

### 作詞
- パッコロリンマーチ
- 『ボソアボソア』2005年 ななみちゃんのわくわくどうぶつえん
- 『スペースエイジのバラッド』（MOONRIDERS『P.W Babies Paperback』2005年） 作詞：鈴木慶一、長江優子　作曲：岡田徹
- 『ジャングルリンピック』2006年 ななみちゃんのわくわくどうぶつえん
- 『スプーのたんじょうかい』2003年 おかあさんといっしょファミリーコンサート「ミニミュージカル『スプーのたんじょうかい』」
- 『なぞときにGO!』2014年 おかあさんといっしょファミリーコンサート「もじもじやしきからの挑戦状」
- 『さかさのにわ』2014年 おかあさんといっしょファミリーコンサート「もじもじやしきからの挑戦状」
- 『もりのランランレストラン』2015年 おかあさんといっしょファミリーコンサート「ミニミュージカル『もりのランランレストラン』」
- 『よしナルド・ダ・ピンチ！』2016年 おかあさんといっしょファミリーコンサート「ミニミュージカル『天才よしナルド大ピンチ！』」

- 『ミスティータウンへようこそ！』2025年 ビットワールド 作曲：あらいふとし 編曲：ミヤジマジュン